# Marske (cheval)
Marske (1750 - juillet 1779) est un cheval de course de race Pur-sang, plus connu comme ancêtre du cheval Eclipse.

## Histoire
Il a appartenu à William Augustus de Cumberland puis à Willoughby Bertie, 4e comte d'Abingdon.